# 大畑忠義
大畑 忠義（おおはた ただよし、1920年12月13日 - 2005年7月20日）は、日本の経営者。時事通信社社長を務めた。

## 来歴・人物
広島県出身。1944年に東京商科大学を卒業し、海軍主計中尉を経て、1946年1月に時事通信社に入社。1972年5月に取締役に就任し、1977年6月に代表取締役を経て、1978年6月に社長に就任。1984年6月に相談役に就任し、1986年6月から顧問を務めた。
1995年4月に勲一等瑞宝章を受章。
2005年7月20日前立腺がんのために死去。84歳没。